# Passo della Scoglina
Il passo della Scoglina è una valico dell'Appennino Ligure posto a 926 m s.l.m., crocevia tra la val d'Aveto, la val Trebbia e la val Fontanabuona.

## Descrizione

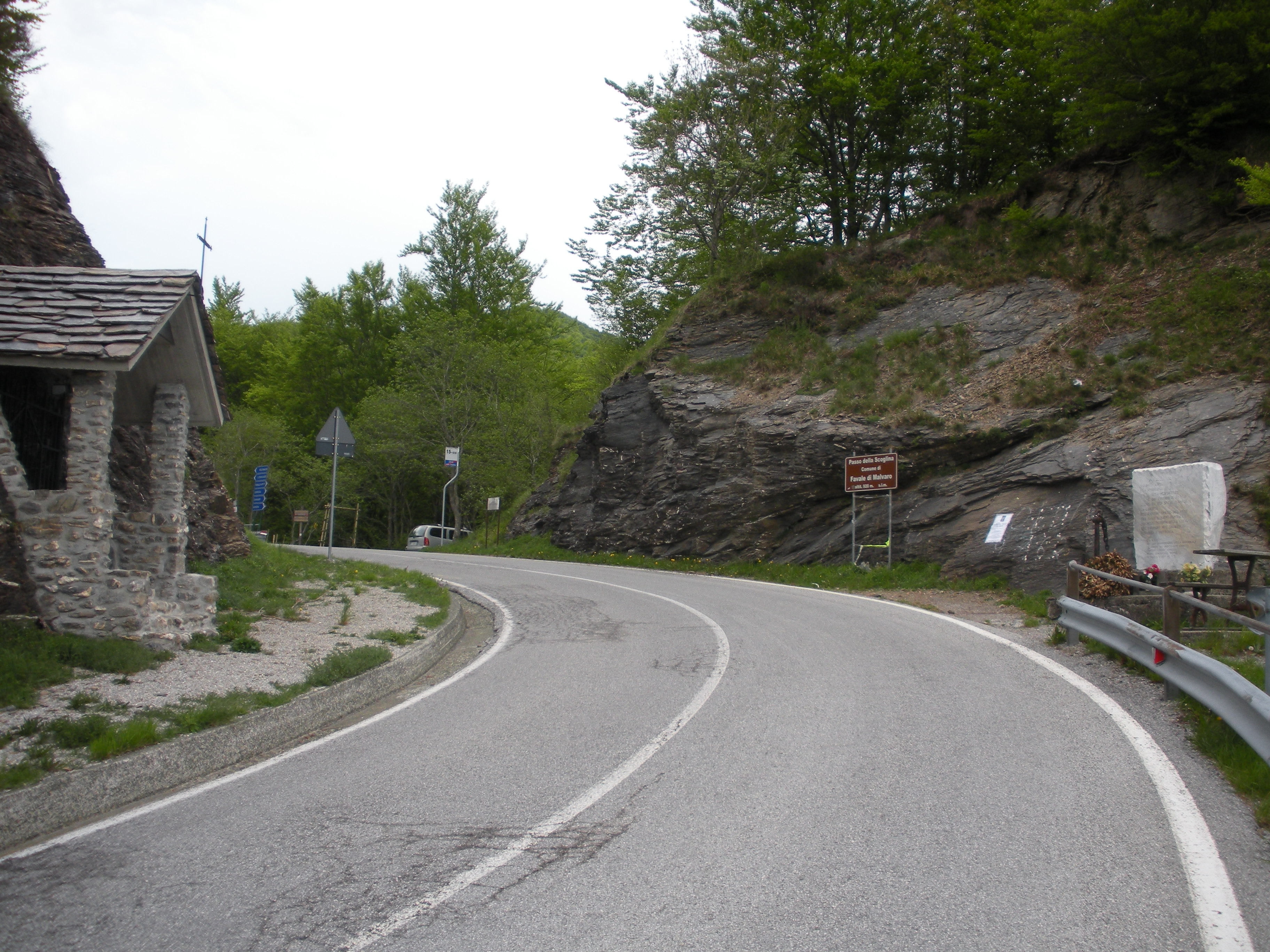
Altra veduta del passo

Il passo mette in comunicazione i comuni di Favale di Malvaro, Montebruno e Rezzoaglio. In prossimità del passo nascono il Malvaro e l'Aveto, un affluente del Trebbia.
Il valico è una meta frequentata da cicloamatori genovesi e liguri ed è noto agli appassionati di mineralogia per la presenza, nelle sue vicinanze, di piccoli giacimenti di pirite.
Il passo è attraversato dalla tappa dell'Alta Via dei Monti Liguri che congiunge Barbagelata alla Cappelletta del monte Ramaceto.
Nel 1985 è stato inaugurato un cippo commemorativo della Resistenza italiana recante le parole di Roberto Bonfiglioli:
salda ed unisce tre valli

Fontanabuona, Aveto, Trebbia

sacre alla Resistenza

Anche qui "fischiò il vento"

anche da qui scese a valle

la libertà

nel radioso aprile del 1945

Tra faggi e siepi ospitali

qui resti memoria della lotta

che preparò nel sacrificio

riscossa e vittoria»